# Synemosyna americana
Synemosyna americana là một loài nhện trong họ Salticidae.
Loài này thuộc chi Synemosyna. Synemosyna americana được Elizabeth Maria Gifford Peckham & George William Peckham miêu tả năm 1885.